# Barbari (AMC Area)
Barbari (AMC Area) is een census town in het district Dibrugarh van de Indiase staat Assam. 

## Demografie
Volgens de Indiase volkstelling van 2001 wonen er 5282 mensen in Barbari (AMC Area), waarvan 63% mannelijk en 37% vrouwelijk is. De plaats heeft een alfabetiseringsgraad van 80%. 